# Atoconeura
Atoconeura – rodzaj ważek z rodziny ważkowatych (Libellulidae). Został opisany w 1899 przez Ferdinanda Karscha.

## Budowa ciała
Ważki z tego rodzaju są średnich rozmiarów, ich tylne skrzydło mierzy od 28 do 39 milimetrów. Ich ciała są połyskliwe, koloru czarnego z żółtymi elementami.

## Rozmieszczenie geograficzne
Występują w Afryce Subsaharyjskiej, gdzie zwykle można je znaleźć wzdłuż szybko płynących rzek na terenach wyżynnych (zazwyczaj powyżej 1000 m n.p.m.; z wyjątkiem A. luxata, który występuje na tych samych terenach, jednak poniżej tego poziomu) i zalesionych oraz na mokradłach (bagnach lasów tropikalnych) na tychże terenach.
Obserwowane w krajach takich jak na przykład: Liberia, Gabon, Zimbabwe, Kenia, Zambia, Ghana, Nigeria czy Sierra Leone.

## Systematyka
Do rodzaju należą następujące gatunki:
- Atoconeura aethiopica Kimmins, 1958
- Atoconeura biordinata Karsch, 1899
- Atoconeura eudoxia (Kirby, 1909)
- Atoconeura kenya Longfield, 1953
- Atoconeura luxata Dijkstra, 2006
- Atoconeura pseudeudoxia Longfield, 1953